# Vicente Lusitano
Vicente Lusitano est un théoricien et compositeur portugais. Il était né au début du XVIe siècle à Olivence (alors au Portugal à cette époque) et mourut à Rome en 1561.